# Lương (họ)
Lương (chữ Hán: 梁) là tên một họ của người thuộc vùng Văn hóa Đông Á. Họ Lương phổ biến là ở Việt Nam, Trung Quốc và Triều Tiên.
| Chuyển tự           | Khu vực                                     |
| ------------------- | ------------------------------------------- |
| Lương               | Việt Nam                                    |
| Liang               | Trung Quốc, Tên họ Indonesia gốc Trung Quốc |
| Leung               | Hồng Kông                                   |
| Leong               | Ma Cao, Malaysia, Singapore                 |
| Neo/Nio/Niu         | Tiếng Mân Nam, Tiếng Triều Châu, Hải Nam    |
| Nio                 | Tên họ Indonesia gốc Trung Quốc             |
| Ryang, Yaung, Lyang | Nhật Bản                                    |
| Yang（양）          | Triều Tiên                                  |
| Diang (son, zon)    | Pampanga                                    |

## Lịch sử hình thành tại Trung Quốc
Theo sách Bách gia tính được soạn vào đầu thời Bắc Tống ở Trung Quốc, họ Lương xếp thứ 128.

### Thuyết họ Lương từ tộc Doanh mà ra
Theo sách "Danh hiền Thị Tộc Ngôn hành loại Cảo" thì họ Lương thuộc tộc họ Doanh (嬴姓). Tộc này đã lập nên một triều đại nổi tiếng và có công thống nhất Trung Hoa. Đó là nhà Tần (秦朝; Qín Cháo; Wade-Giles: Ch'in Ch'ao, 221 TCN - 206 TCN), triều đại kế tục nhà Chu (周,Zhou, 1122 TCN – 256 TCN) và trước nhà Hán (漢朝, Han cháo, 206TCN - 220) trong lịch sử Trung Quốc.
Họ của hoàng gia Tần là Doanh tính (嬴姓). Theo thông lệ, chỉ ngành trưởng (trưởng tộc - 長族) nối ngôi, mới được mang họ Doanh, còn các ngành khác mang họ là tên đất nơi phong ấp. Người nối ngôi Tần Trọng hiệu là Tần Trang công (秦莊公, cai trị 822 TCN - 778 TCN) huý là Doanh Dã (嬴也). Một người con khác của ông được ban đất Hạ Dương (贺阳) (ở tỉnh Hà Bắc, Trung Quốc nay) và phong tước Lương bá (梁伯). Cháu chắt ông nhận tên tước vị Lương Bá làm tên họ, ví dụ như Lương Bá Tiên,...

### Thuyết họ Lương từ họ Bạt Liệt Lan đổi thành
Một tài liệu khác cho rằng thời Bắc Ngụy, vua Hiếu Văn Đế Nguyên Hoành (孝文帝元宏, 471-499) ra nhiều sắc lệnh cải cách xã hội, đẩy mạnh quá trình Hán hóa trong đó có việc tự đổi họ Thác Bạt (拓拔氏) ra họ Nguyên (元氏). Những người họ Thác Bạt xa thì đổi làm họ Trưởng Tôn, họ Ất Phiên đổi thành Thúc Tôn. Các họ kép (hai chữ) đều đổi thành họ đơn (1 chữ), trong đó 8 họ sang nhất là: Mục, Lục, Hạ, Lưu, Lâu, Vũ, Hệ, Uất và đổi họ ba chữ Bạt Liệt Lan (拔列兰) thành họ đơn là Lương (梁).
Bên Trung Hoa có một số triều đại Lương, nhưng tên triều đại không phải là họ của hoàng gia. Do vậy vua các triều nhà Lương (凉朝, 梁朝) tại Trung Hoa không phải người họ Lương mà là họ Tiêu.

## Họ Lương tại Việt Nam
Trong suốt chiều dài lịch sử, xã hội đã có không ít biến động, nhiều người di cư, thay tên đổi họ nên nguồn gốc khởi thủy của họ Lương ở Việt Nam còn nhiều tranh cãi. Hiện có một số ý kiến .

### Gốc từ Trung Quốc sang
Một số người Hán sống ở miền nam Trung Hoa di cư xuống miền bắc Việt Nam để lập nghiệp. Trong số đó có hậu duệ của Lương Long sau khởi nghĩa 178-181 thất bại hay là hậu duệ của Lương Thạc (梁硕), người từng giành quyền và tự lĩnh chức Thứ sử Giao Châu vào năm Mậu Dần (318) thời Đông Tấn.

### Thuyết về người dân tự đặt tộc danh
Vào đầu Công nguyên thì người phương Nam nói chung chưa có họ. Khi người Hán hoàn thành việc chiếm Âu Lạc, thực hiện cai trị thì trong quản lý người có việc đặt tên họ theo kiểu Hán và viết được bằng chữ Hán. Sử sách không ghi chép lại về quy định chọn họ tên này. Tự chọn ra họ là tình trạng chung của nhiều họ, cũng như cả một số dân thiểu số tại Việt Nam sau này. Việc tự đặt họ có thể là khá phổ biến, trong đó có người chọn họ Lương. Tại xã Hồng Việt, huyện Đông Hưng, Thái Bình đã có hai chị em Lương Thị Kiền và Lương Thị Tấu là hai vị nữ tướng tham gia khởi nghĩa Hai Bà Trưng, và có thể là người họ Lương tại Việt Nam sớm nhất ghi nhận được.

### Ý kiến khởi phát từ làng Hội Trào
Có ý kiến này cho rằng từ lâu đời đã có dòng họ Lương cư ngụ tại miền Trung Việt Nam, là làng Hội Triều (Hội Trào), huyện Hoằng Hóa, tỉnh Thanh Hóa, gần bãi biển Sầm Sơn. Nơi đây, hiện nay vẫn còn đền thờ ông Lương Đắc Bằng, một thành viên của dòng họ.
Vào khoảng cuối thế kỷ XVII, một số người trong họ di cư ra Hà Nội (Bắc Việt Nam), thành lập một chi hội mới và thành lập một làng mới: làng Nam Phổ (phố Hàng Bè, Hà Nội). Trên mộ bia của ông Lương Ngọc Thụ ở Ngã tư Sở (Hà Nội) có ghi chữ Hán "Thanh-Hà Đệ Lục Đại" (đời thứ sáu Thanh Hóa - Hà Nội) - và chính ông cũng đã tự đặt bút hiệu là Triều Nam (Hội Triều, Nam Phổ) để ghi rõ sự liên hệ giữa 2 chi họ.
Một phiên bản khác về nguồn gốc họ Lương giải thích rằng có 2 anh em là người Chiết Giang (Trung Quốc) di cư sang Việt Nam vào thế kỷ XIV, một đến làng Hội Trào như đã nêu trên, và một đến làng Cao Hương (Vụ Bản, Nam Định) lập ra họ Lương ở Cao Hương, họ của ông Lương Thế Vinh.
Tuy nhiên tướng nhà Đinh Lương Văn Hoằng đã có từ 500 năm trước, nên họ Lương Hội Trào và họ Lương Cao Hương đều không thể là thủy tổ chung.

### Tại Hồng Việt, Đông Hưng, Thái Bình
Một dòng họ Lương tại xã Hồng Việt, Đông Hưng tỉnh Thái Bình có lưu truyền tích về cụ tổ lập ra họ Lương là ở Bắc Quảng Bình, và truyền lại câu "Nam bang Lương tính duy ngã tử tôn", nghĩa là "họ Lương ở nước Nam đều là con cháu ta cả" . Mộ tổ đặt ở đông nam Hoành Sơn (Đèo Ngang), nay không còn dấu tích. Con cháu sau này phát tán khắp nơi, chi nhánh đến Cao Hương tới đời ông Lương Thế Vinh cũng đã nhiều đời. Từ Vụ Bản lại có các nhánh đi các miền khác của đất nước. Nhánh đến xã Hồng Việt thì cỡ sau ông Lương Thế Vinh chừng 3-6 đời, và nay đã có hơn chục đời, nhưng không có tư liệu để ghép phả hệ với họ Lương ở Cao Hương.
Song tại mấy xã ở phía tây huyện Đông Hưng này đã có tới 4 dòng họ Lương, và sự kết duyên dẫn đến có nhà thì cả vợ chồng đều có họ Lương. Tức là việc truy tìm tổ của họ chỉ có ý nghĩa tương đối mà thôi.
Lời truyền "Nam bang..." được nhiều dòng họ Lương nhắc đến, nhưng không thấy nói về tổ, người xướng lên "duy ngã tử tôn" và mộ của tổ.

### Các dân tộc thiểu số
Với các dân tộc thiểu số, một vài nơi họ Lương được gọi là họ Lường nhưng xem các bài cúng bằng chữ Nôm thấy vẫn ghi là 梁, tức Lương. Một số người Hoa cũng ghi là họ Lường trong tiếng Việt, do cách phiên âm trực tiếp từ tiếng Quảng Đông sang chứ không dựa vào âm Hán Việt. Họ Lương hay Lường ở các dân tộc thiểu số phía Bắc Việt Nam như Lạng Sơn, Cao Bằng, Lào Cai,... được cho là di cư từ Trung Quốc từ hàng ngàn năm trước.
Trong khi đó một số chi nhánh họ Lương ở Nam Bộ không thuộc dạng này bởi đó là những di dân có nguồn gốc từ Phúc Kiến, Triều Châu sang hồi thế kỷ XVII sau sự sụp đổ của nhà Minh. Đó là những người Minh Hương (明鄉人), tự nhận và nhà nước công nhận họ là Hoa kiều.
Nguyễn Khôi trong cuốn Các Dân tộc ở Việt Nam, cách dùng Họ và đặt Tên  cho rằng: "Các họ phổ biến của người Thái là: Bạc, Bế, Bua, Bun, Cà, cầm, Chẩu, Chiêu, Đèo, Hoàng, Khằm, Leo, Lều, Lềm, Lý, Lò, Lô, La, Lộc, Lự, Lường, Mang, Mè, Nam, Nông, Ngần, Ngu, Nho, Nhọt, Panh, Pha, Phia, Quàng, Sầm, Tụ, Tày, Tao, Tạo, Tòng, Vang, Vì, Sa, Xin. Trong đó 12 họ gốc là Lò, Lường, Quàng, Tòng, Cà, Lỡo, Mè, Lù, Lềm, Ngần, Nông".
Ông cũng cho rằng "Họ Lường còn gọi là họ Lương" và chép một truyền thoại về dòng họ là: "Sau nạn hồng thủy, chỉ còn sống sót một cặp vợ chồng. Người vợ có một thỏi đồng liền đem ra nấu và đúc thành dụng cụ. Quá trình đúc đồng được chia làm mấy giai đoạn như: lúc đầu làm đồng nguyên, sau nấu gọi là lô, muốn tăng sức nóng thì phải quạt, rồi đảo quấy đều, sau đó thành nước loãng, đem luyện lại, tô luyện thành công cụ rắn chắc. Vì vậy khi sinh con, họ đặt cho con đầu lòng mang họ Tông (đồng), con thứ hai là Ló nay gọi là Lò (lô), con thứ ba họ Ví (quạt), con thứ tư họ Quá (quàng), con thứ năm họ Đèo (đồng thành nước), con thứ sáu họ Liếng (đã luyện) nay gọi chệch là Lường viết bằng Hán tự là Lương, con thứ bảy họ Cả (tôi luyện rắn thành công cụ), nay gọi là Cà".
Cần để ý rằng do chọn họ kiểu tiếng Hán nên họ của người Tày, Nùng, Thái tại Việt Nam có phát âm Hán Việt, còn họ của người Thái tại Thái Lan, người Lào thì có phát âm theo ngôn ngữ Tai-Kadai nguyên gốc, không liên quan đến âm tiếng Hán.

### Phân bố hiện nay
Từ thời vua Lê Đại Hành (thứ 6), trong tập "Bắc Địa Tấu Từ" có ghi như sau: các tỉnh phía Bắc Việt Nam, từ Quảng Nam trở ra có rất nhiều tộc họ sinh sống, riêng tộc Lương chỉ thấy ở 5 tỉnh:
- Tỉnh Sơn Tây có: Thủy tổ tộc Lương: Lương Trọng Lịch
- Tỉnh Hà Tĩnh có: Thủy tổ tộc Lương: Lương Công Anh
- Tỉnh Quảng Bình (làng Lệ Sơn, nay là xã Văn Hóa, huyện Tuyên Hóa): Thủy tổ tộc Lương: Lương Bá Phiếm
- Tỉnh Quảng Nam (làng Bảo An nay là xã Điện Quang, thị xã Điện Bàn): Thủy tổ tộc Lương:Lương văn Sỹ (thường gọi là ông Áo) Tim kiem tren Gogle map "TỘC LƯƠNG - BẢO AN, Tỉnh lộ 610B, Điện Quang, Điện Bàn, Quảng Nam"
- Tỉnh Thừa Thiên Huế (làng Phước Tích): Thủy tổ tộc Lương: Lương Vĩnh Đạo

Từ đời Tiền Lê, tộc Lương phát triển đến nhiều tỉnh khác nhau. Ở xã Hoà Bình, huyện Kiến Xương, tỉnh Thái Bình có dòng họ Lương với hàng trăm con cháu, thấy các cụ bảo họ Lương nhà ta xuất thân từ Sơn Tây về đây lập nghiệp

## Nhân vật

### Việt Nam
| Tên                                       | Sinh thời      | Hoạt động |
| ----------------------------------------- | -------------- | --- |
| Lương Kỳ Tiên Lương Hộ Tống Lương Viết Bô | Thế kỷ III TCN | Ba cha con cụ Lương Kỳ Tiên, quê ở Thụy Vân Việt Trì, Phú Thọ là các tướng thời vua Hùng thứ 18, chiến đấu chống quân Tần, được cho là những người họ Lương tại Việt Nam sớm nhất được ghi nhận. |
| Lương Thị Kiền Lương Thị Tấu              | Thế kỷ I       | Hai chị em, là hai vị nữ tướng tham gia khởi nghĩa Hai Bà Trưng, người ở vùng nay là xã Hồng Việt, Đông Hưng, Thái Bình. |
| Lương Văn Hoằng                           | Thế kỷ X       | Tướng nhà Đinh tham gia đánh dẹp 12 sứ quân, quê Nam Định. |
| Lương Tuấn                                | Thế kỷ X       | Tướng giúp Đinh Điền xây dựng căn cứ, giúp Đinh Bộ Lĩnh dẹp tan loạn 12 sứ quân. |
| Lương Thế Sung                            | Thế kỷ XI      | Người Tuyên Quang làm Toát Thông Vương kiêm phụ đạo ở triều Lý |
| Lương Nhậm Văn                            | Thế kỷ XI      | Làm quan thời Thái tổ Lý Công Uẩn và thăng Thái sư thời Lý Thái Tông (1028-1054) |
| Lương Mậu Tài                             | Thế kỷ XI      | Giữ chức Ngoại lang thời Lý Thái Tông |
| Lương Uất                                 | Thế kỷ XIII    | Trấn thủ châu Lạng Giang vào tháng 8 năm Nhâm Ngọ (Thiệu Bảo thứ 4, 1282) đã có công cấp báo tình hình quân Nguyên về triều |
| Lương Nguyên Bưu                          | Thế kỷ XIV     | Hành khiển tri Đại tông thời Trần Thuận Tông |
| Lương Thế Vinh                            | 1441–1496      | Trạng nguyên nhà toán học, Phật học, nhà thơ thời Nhà Lê. Quê làng Cao Phương (Cao Hương cũ), xã Liên Bảo, Vụ Bản, Nam Định. |
| Lương Đắc Bằng                            | 1472-1522      | Bảng nhãn, thượng thư Bộ Lại, quê xã Hoằng Phong, Hoằng Hóa, Thanh Hóa. |
| Lương Hữu Khánh                           | Thế kỷ XVI     | Thượng thư Bộ Lễ thời Lê Trung hưng, con của Lương Đắc Bằng, quê xã Hoằng Phong, Hoằng Hóa, Thanh Hóa. |
| Lương Nhữ Hốt                             | ?-1428         | Tướng người Việt hợp tác với quân Minh thời kỳ hậu Trần, quê Thanh Hóa. |
| Lương Như Hộc                             | 1420-1501      | Tổ nghề in mộc bản, quê nay là thôn Thanh Liễu, xã Tân Hưng, thành phố Hải Dương. |
| Lương Phùng Thời (Thì, Thìn)              | 1522-1589      | Tiến sĩ, Thượng thư, Thiếu Bảo, tước Lương Khê Hầu, làm quan triều Mạc, đi sứ Nhà Minh 1580-1582. Quê quán: Thôn Lương Xá, xã Phú Lương, huyện Lương Tài, tỉnh Bắc NInh |
| Lương Văn Chánh                           | ?-1611         | Võ quan thời chúa Nguyễn, người có công khai khẩn đất Phú Yên. |
| Lương Hiển                                | ?              | Danh tướng thời vua Cảnh Hưng - Lê Hiển Tông, sắc phong công trạng 2 lần năm Cảnh Hưng thứ 44 (năm 1784): Sắc 1: Phong làm Phấn lực tướng quân, hiệu lệnh Sư Tráng sĩ Bá Hộ Truật. + Sắc 2: Phong làm Tráng liệt Tướng quân hiệu lệnh Tư Uy Kiến Tráng sĩ Thiết Nhị Ứng Phó Thiên hộ. Hiện có Nhà thờ Danh tương Lương Hiển - là di tích văn hóa được tỉnh Hà Tĩnh công nhận tại Phố Châu, huyện Hương Sơn. |
| Lương Quy Chính                           | 1825-1908      | Thượng thư Bộ Hộ đời vua Thành Thái, tổ chức đào sông Sa Lung (hay sông Thái Sư trên bản đồ địa hình) ở Thái Bình. |
| Lương Văn Nắm                             | ?-1892         | Hay Đề Nắm, một thủ lĩnh trong phong trào khởi nghĩa Yên Thế. Quê làng Gia Tiến, xã Vân Trung, Việt Yên, Bắc Giang. |
| Lương Tam Kỳ                              | Tk19-20        | Tướng quân phiệt gốc Trung Quốc, chiếm cứ vùng Đông Triều, khoảng năm 1909 về hàng người Pháp, và được coi là phò trợ người Pháp đánh dẹp khởi nghĩa Yên Thế của Đề Thám. |
| Lương Văn Can                             | 1854-1927      | Nhà giáo, sáng lập và là hiệu trưởng trường Đông Kinh Nghĩa Thục. |
| Lương Ngọc Quyến                          | 1885-1917      | Nhà hoạt động cách mạng, con trai của Lương Văn Can. |
| Lương Văn Thăng                           | 1865-1940      | Nhà hoạt động cách mạng, cha của Anh hùng Lương Văn Tụy. |
| Lương Khắc Ninh                           | 1862-1943      | Nhà báo, nhà văn, người cổ động mạnh mẽ cho thương nghiệp, nhà viết tuồng kiêm bầu gánh hát bội, nghị viên của Hội đồng Tư vấn của Chính phủ Nam Kỳ. |
| Lương Khánh Thiện                         | 1903-1941      | Nhà hoạt động chính trị cấp cao của Đảng Cộng sản Đông Dương, Bí thư Xứ ủy Bắc Kỳ, bị toà án quân sự Pháp kết án tử hình năm 1940. |
| Lương Ngọc Tốn                            | ?-1930         | Đảng viên Việt Nam Quốc dân Đảng, tham gia khởi nghĩa Yên Bái năm 1930, tháng 12 năm 1930 bị xử chém tại trước cổng nhà tù Hỏa Lò tại Hà Nội, cùng với sáu người là Đoàn Trần Nghiệp tức Ký Con, Nguyễn Văn Nho, Nguyễn Quang Triều, Nguyễn Minh Luân, Nguyễn Trọng Bằng, Phạm Văn Khuê. |
| Lương Duyên Hồi                           | 1903-1986      | Đảng viên Đảng Cộng sản Đông Dương lớp đầu ở Thái Bình. Sau phong trào Xô viết 1930 ở Thái Bình bị kết án 10 năm khổ sai, lưu đày sang Guyane năm 1931. Sau này là đại biểu Quốc hội VN DCCH khóa 2. |
| Lương Như Truật                           | 1905-1984      | Nhà nho, đảng viên Việt Nam Quốc dân Đảng, tham gia khởi nghĩa Yên Bái, bị kết án chung thân khổ sai, lưu đày sang Guyane năm 1931, về nước 1955. |
| Lương Văn Tri                             | 1910-1941      | Ủy viên BCHTW ĐCSVN, chỉ huy Đội Du kích Bắc Sơn. |
| Lương Thế Trân                            | 1911-1942      | Nhà cách mạng Việt Nam, thành viên lãnh đạo cuộc khởi nghĩa Nam Kỳ 1940 tại Cà Mau - Bạc Liêu. Ông bị thực dân Pháp bắt, đày ra Côn Đảo và qua đời tại đó. Sau được truy tặng Anh hùng LLVTND VN . |
| Lương Văn Tụy                             | 1914-1932      | Anh hùng lực lượng vũ trang nhân dân, Nhà hoạt động cách mạng, tử tù Côn Đảo. |
| Lương Xuân Nhị                            | 1914-2006      | Giáo sư, nhà giáo nhân dân và họa sĩ nổi tiếng |
| Lương Kim Định                            | 1915-1997      | Linh mục, nhà triết học |
| Lương Định Của                            | 1920-1975      | Giáo sư nông học. |
| Lương Thị Hồng                            | 1921-2012      | Tên thật của Hà Thị Quế, Ủy viên BCHTW ĐCSVN các khóa IV, V, VI, nguyên Chủ tịch Hội Liên hiệp Phụ nữ Việt Nam. |
| Lương Thị Hồng Quyến                      | 1929-1999      | Bí danh là Lê Thị Phương Hằng, Phó Chánh án Tòa án Nhân dân Tối cao 1979 - 1988 |
| Lương Duy Trung                           |                | Giáo sư đầu ngành văn học Phương Tây. Quê xā Văn Hóa huyện Tuyện Hóa tỉnh Quảng Bình |
| Lương Duy Thứ                             | 1935-2014      | Giáo sư đầu ngành văn học Trung Quốc. Quê xā Văn Hóa huyện Tuyện Hóa tỉnh Quảng Bình |
| Lương Thế Siêu                            |                | Tổng giám đốc Air Vietnam từ 1968 đến 1970 |
| Lương Thị Thanh Bình                      |                | Phu nhân Đại tướng Hoàng Văn Thái |
| Lương Ngọc Khuê                           | 1963-          | Phó Giáo sư Tiến sĩ, Phó Chủ tịch Hội đồng Y khoa quốc gia, Cục trưởng Cục Quản lý Khám, chữa bệnh, Bộ Y tế |
| Lương Ngọc Trâm                           | 1966-          | Nữ Thẩm phán Tòa án Nhân dân Tối cao Việt Nam, Chánh tòa Tòa hình sự Tòa án nhân dân tối cao |
| Lương Tuấn Hùng                           | 1978-          | Chủ tịch Ủy ban Mặt trận Tổ quốc Việt Nam tỉnh Cao Bằng |
| Lương Trọng Quỳnh                         | 1979-          | Phó Chủ tịch UBND tỉnh Lạng Sơn |
| Lương Nguyễn Minh Triết                   | 1976-          | Ủy viên Dự khuyết BCHTW ĐCSVN khóa XIII, Bí thư Tỉnh ủy Quảng Nam |
| Lương Quốc Đoàn                           | 1970-          | Ủy viên BCHTW ĐCSVN Khóa XIII, Chủ tịch Hội Nông dân Việt Nam |
| Lương Tam Quang                           | 1965-          | Ủy viên Bộ Chính trị Khóa XIII, Đại tướng CANDVN, Bí thư Đảng ủy Công an Trung ương (Việt Nam), Bộ trưởng Bộ Công an Việt Nam |
| Lương Cường                               | 1957-          | Ủy viên Bộ Chính trị, Đại tướng, Chủ tịch nước Cộng hòa xã hội chủ nghĩa Việt Nam, Nguyên Thường trực Ban Bí thư, Nguyên Chủ nhiệm Tổng cục Chính trị QĐNDVN |
| Lương Văn Nghĩa                           |                | Anh hùng Lao động, Ủy viên Dự khuyết BCHTW ĐCSVN khóa IV, Thứ trưởng Bộ Nông nghiệp, Bí thư TƯ Đoàn. |
| Lương Minh Sơn                            | 1960-          | Nguyên Phó Bí thư Thường trực Tỉnh ủy ĐCSVN Phú Yên |
| Lương Công Đoan                           | 1945-1998      | Nguyên Ủy viên BCHTW ĐCSVN Khóa VIII, Bí thư Tỉnh ủy ĐCSVN Phú Yên, nguyên Bí thư TƯ Đoàn. |
| Lương Ngọc Bính                           | 1955-          | Phó Giáo sư Tiến sĩ, Ủy viên BCHTW ĐCSVN khóa XI, nguyên Bí thư Tỉnh ủy ĐCSVN, Chủ tịch HĐND tỉnh Quảng Bình |
| Lương Chí                                 |                | Nguyên Bí thư Tỉnh ủy ĐCSVN Cần Thơ |
| Lương Quang Chất                          |                | Nguyên Bí thư Tỉnh ủy ĐCSVN Thái Bình (1971-1975) |
| Lương Hữu Sắt                             | 1927-2018      | Trung tướng QĐNDVN, nguyên Phó chủ nhiệm Tổng cục Kỹ thuật, nguyên Phó tư lệnh Quân chủng Phòng không-Không quân |
| Lương Văn Nho                             | 1916-1984      | Thiếu tướng QĐNDVN, nguyên Phó Tham mưu trưởng Quân Giải phóng Miền Nam, Phó Tư lệnh Đoàn 232 trong chiến dịch Hồ Chí Minh |
| Lương Soạn                                | 1923-1987      | Thiếu tướng QĐNDVN, nguyên Tư lệnh Bộ Tư lệnh Bảo vệ Lăng Chủ tịch Hồ Chí Minh |
| Lương Sỹ Nhung                            | 1949-          | Thiếu tướng QĐNDVN, Nguyên Tư lệnh Binh đoàn 12 |
| Lương Đình Hồng                           | 1963-          | Thượng tướng QĐNDVN, nguyên Chính ủy Học viện Quốc phòng |
| Lương Việt Hùng                           | 1962-          | Chuẩn đô đốc QĐNDVN, nguyên Phó Tư lệnh Quân chủng Hải quân |
| Lương Thanh Chương                        |                | Thiếu tướng QĐNDVN, Phó Chủ nhiệm Tổng cục Công nghiệp Quốc phòng |
| Lương Quang Cương                         |                | Thiếu tướng QĐNDVN, Phó Cục trưởng Cục Dân quân tự vệ - Bộ Quốc Phòng |
| Lương Hồng Phong                          |                | Thiếu tướng QĐNDVN, Nguyên Ủy viên Chuyên trách Ủy ban Kiểm tra Quân ủy Trung ương (2016-2020) |
| Lương Ngọc Dương                          |                | Thiếu tướng CANDVN, Nguyên Phó Cục trưởng, Cục Xây dựng phong trào bảo vệ an ninh Tổ quốc |
| Lương Văn Khang                           | 1961-          | Thiếu tướng CANDVN, Nguyên Phó tư lệnh Bộ Tư lệnh Cảnh vệ (Việt Nam) kiêm Phó trưởng ban Ban Quản lý Lăng Chủ tịch Hồ Chí Minh |
| Lương Quốc Dũng                           | 1952-...       | Nguyên Phó Chủ nhiệm Uỷ ban Thể dục Thể thao. Bị án trong vụ án hiếp dâm trẻ em 2004 . |
| Lương Cao Khải                            | 1954-...       | Nguyên phó Vụ trưởng Thanh tra Chính phủ. Bị án trong vụ án lợi dụng chức vụ, quyền hạn trong khi thi hành công vụ 2005 . |
| Lương Phan Cừ                             | 1950-          | Nguyên Phó chủ nhiệm Ủy ban Các vấn đề xã hội của Quốc hội |
| Lương Thanh Nghị                          | 1965-...       | Chính khách, nhà ngoại giao, nguyên Phát ngôn viên Bộ Ngoại giao Việt Nam |
| Lương Ngọc Toản                           | 1937-2020      | Phó áo sư Tiến sĩ, nguyên Thứ trưởng Bộ GD-ĐT, nguyên Phó Chủ nhiệm Ủy ban Văn hóa, Giáo dục, Thanh niên, Thiếu niên và Nhi đồng của Quốc hội |
| Lương Văn Tự                              | 1947-...       | Nguyên Thứ trưởng Bộ Thương mại |
| Lương Lê Phương                           | 1951-          | Nguyên Thứ trưởng Bộ Nông nghiệp và Phát triển Nông thôn |
| Lương Xuân Việt                           | 1965-          | Tướng Quân đội Hoa Kỳ gốc Việt đầu tiên, giải ngũ năm 2021 |
| Lương Bích Hữu                            | 1984-          | Ca sĩ người Việt gốc Hoa |
| Lương Thế Thành                           |                | Diễn viên truyền hình và sân khấu |
| Lương Văn Thao                            | 1995-          | Vận động viên điền kinh Việt Nam |
| Lương Văn Được Em                         | 1985-          | Cầu thủ bóng đá Việt Nam |
| Lương Văn Vừng                            | 1992           | Nghiên cứu sử học nguồn gốc họ Lương |
| Lương Xuân Trường                         | 1995-          | Cầu thủ bóng đá Việt Nam |
| Lương Duy Cương                           | 2001           | Cầu Thủ Bóng Đá Việt Nam |
| Lương Thùy Linh                           | 2000           | Người mẫu, Hoa hậu Thế giới Việt Nam 2019 |
| Lương Thị Hoa Đan                         | 2001           | Người mẫu, Á hậu 1 Hoa hậu Các Dân tộc Việt Nam 2022 |
| Lương Kỳ Duyên                            | 2000           | Người mẫu, Hoa hậu Du lịch Việt Nam 2022 |

### Trung Quốc
| Tên              | Sinh thời | Sự nghiệp |
| ---------------- | --------- | --- |
| Lương Hồng Ngọc  | 1101-1153 | nữ tướng thời Nam Tống Trung Quốc, phu nhân của danh tướng Hàn Thế Trung |
| Lương Minh       | ?-1427    | tướng nhà Minh tử trận ở Việt Nam trong trận Chi Lăng - Xương Giang |
| Lương Tán        | 1826-1901 | Võ sư Vịnh Xuân quyền |
| Lương Khải Siêu  | 1873-1929 | nhà cải cách |
| Lương Quang Liệt | 1940-     | (Liang Guanglie) Thượng tướng Quân đội Trung Quốc, Bộ trưởng bộ Quốc phòng nước CHND Trung Hoa nhiệm kỳ 2008-2013, là tư lệnh phó sư đoàn 58 Quân đoàn 20 trong chiến tranh biên giới Việt-Trung, 1979''. |
| Lương Chấn Anh   | 1954-     | Đặc khu trưởng đặc khu hành chính Hồng Kông từ tháng 7 năm 2012 |
| Lương Gia Huy    | 1958-     | Diễn viên điện ảnh Hồng Kông |
| Lương Triều Vĩ   | 1962-     | Diễn viên điện ảnh Hồng Kông |
| Lương Liệt Duy   |           | Ngôi sao giải trí Hồng Kông |
| Lương Sơn Bá     |           | Nhân vật hư cấu |